# Apostolska nunciatura v Tadžikistanu
Apostolska nunciatura v Tadžikistanu je diplomatsko prestavništvo (veleposlaništvo) Svetega sedeža v Tadžikistanu, ki ima sedež v Dušanbeju.
Trenutni apostolski nuncij je Miguel Maury Buendía.

## Seznam apostolskih nuncijev
- Marian Oles (28. december 1996 - 11. december 2001)
- Józef Wesolowski (16. februar 2002 - 24. januar 2008)
- Miguel Maury Buendía (12. julij 2008 - danes)